# Stratioti
Stratioti su bili pripadnici staleža seljaka-vojnika u Bizantskom carstvu. Oni su tijekom 10. stoljeća došli u veoma težak gospodarski položaj - posljedica neprestanih ratovanja i teške nerodice 928. godine koja je uzrokovala veliku glad i pojavu zaraznih bolesti u cijeloj zemlji. Situaciju su pogoršavali i državni porezi, koji su vrtoglavo rasli zbog ratnih troškova i alilengija za napuštene zemlje. Stratioti su zbog toga sve češće počeli napuštati svoju zemlju i prodavati je u bescjenje, poklanjati imućnijima ili crkvi ili je predavati veleposjednicima da bi je od njih primili kao prekarij, uključen u sastav bogataškog imanja.